# مغير تجاري

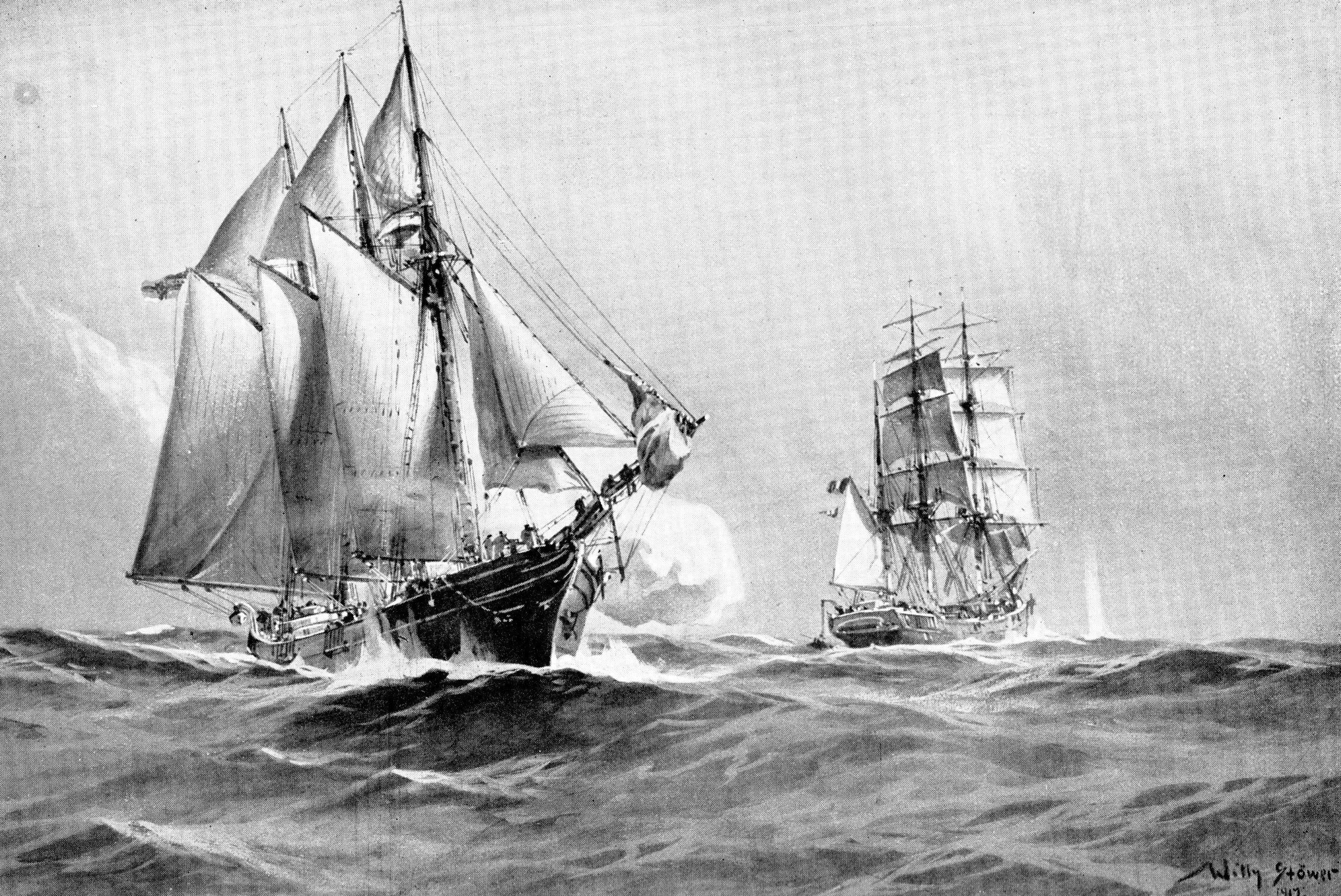

المغيرين التجاريين هم سفن غارات تجارية مسلحة بحيث تتنكر في صورة سفينة تجارية غير مقاتلة.

## التاريخ
استخدمت ألمانيا العديد من المغيرين التجاريين في بداية الحرب العالمية الأولى (1914-1918)، ومرة أخرى في الحرب العالمية الثانية (1939-1945). وكانت الأكثر شهرة حيث قام القبطان بتنكر كتجار ألماني، فيليكس فون لوكنر، واستخدم سفينة الإبحار SMS <i id="mwGA">Seeadler</i> لرحلته (1916-1917). استخدم الألمان سفينة شراعية في هذه المرحلة من الحرب لأن السفن التي تعمل بالفحم كانت محدودة الوصول إلى الوقود خارج الأراضي التي تحتفظ بها القوى المركزية بسبب اللوائح الدولية المتعلقة بتزويد السفن المقاتلة بالوقود في البلدان المحايدة.

## روابط خارجية
- السفن التجارية تتحول إلى غزاة الحرب وهياكل الطلاء والخطأ توفر المقنعة تفاصيل مقالة سبتمبر 1941 حول كيفية عمل غزاة التجار في وقت الحرب
- اللصوص من البحر ، غزاة التجار المسلحين الألمانية خلال الحرب العالمية 1 ، الذئب
- اللصوص من البحر ، غزاة التجار المسلحين الألمانية خلال الحرب العالمية 1 ، موي
- Hilfskreuzer